# Schneidereria pistaciella
Schneidereria pistaciella is een vlinder uit de familie tastermotten (Gelechiidae). De wetenschappelijke naam is voor het eerst geldig gepubliceerd in 1957 door Weber.
De soort komt voor in Europa.